# Condado de Clay (Nebraska)

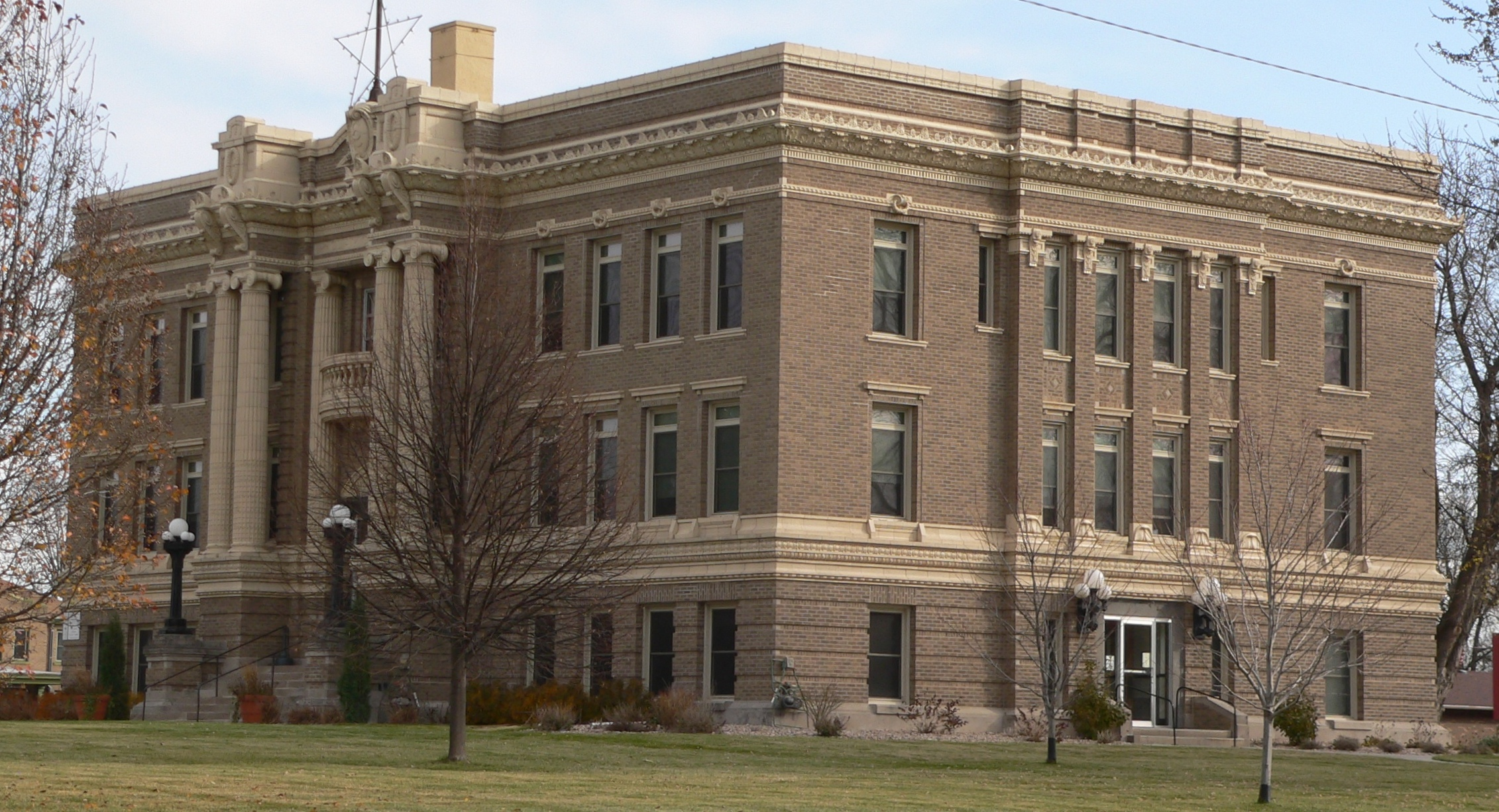
Tribunal do condado de Clay em Clay Center, Nebraska

O Condado de Clay é um dos 93 condados do estado norte-americano de Nebraska. A sede do condado é Clay Center, e a sua maior cidade é Sutton. O condado tem uma área de 1487 km² (dos quais 0 km² estão cobertos por água), uma população de 7039 habitantes, e uma densidade populacional de 5,0 hab/km² (segundo o censo nacional de 2000). O condado foi fundado em 1855 e recebeu o seu nome em homenagem ao político Henry Clay (1777-1852), Senador e Secretário de Estado dos Estados Unidos.